# Instituto de Filosofia e Ciências Humanas da Universidade Federal do Pará
O Instituto de Filosofia e Ciências Humanas da Universidade Federal do Pará (IFCH/UFPA) é uma unidade acadêmica de formação superior (graduação e pós-graduação) localizada na cidade de Belém.
Seus cursos de bacharelado em filosofia, geografia, história e ciências sociais, autorizados pelo Ministério da Educação e Cultura (MEC) em 1954 e implantados em 1955, são os mais antigos do Norte do Brasil.

## História
As origens históricas do IFCH/UFPA se encontram na Faculdade de Filosofia, Ciências e Letras de Belém, que tinha como entidade mantenedora original a Sociedade Civil de Agronomia e Veterinária, e que foi autorizada pelo MEC em 4 de maio de 1954. 
As primeiras turmas de filosofia, matemática, geografia e história, ciências sociais, letras clássicas e pedagogia começaram a ser oferecidas em 1955, tendo sido instalada em um casarão situado na Avenida Generalíssimo Deodoro, no bairro belenense da Umarizal, local onde funcionou até a década de 1970. O casarão da antiga Faculdade viria posteriormente a se tornar a sede atual da Associação de Pais e Amigos dos Excepcionais do Pará (APAE/Pará).
Em 1957, a então Faculdade de Filosofia, Ciências e Letras de Belém foi incorporada pela então Universidade do Pará (futura UFPA), com a criação desta no referido ano, tornando-se o Centro de Filosofia e Ciências Humanas e posteriormente alterando a nomenclatura para Instituto de Filosofia e Ciências Humanas.
Na década de 1970, teve a sede transferida do casarão da Generalíssimo Deodoro para o campus da UFPA, no Guamá .

## Estrutura organizacional
O IFCH/UFPA é dividido em cinco faculdades que oferecem cursos de graduação e de extensão universitária. As unidades em questão são:
- Faculdade de Ciências Sociais;
- Faculdade de Filosofia;
- Faculdade de Geografia;
- Faculdade de História;
- Faculdade de Psicologia.

O IFCH/UFPA abriga oito programas de pós-graduação stricto sensu (PPG), pelos quais oferece titulações de mestrado e doutorado:
- PPG em Antropologia (área de concentração: Antropologia Social);
- PPG em História (área de concentração: História Social da Amazônia);
- PPG em Ciência Política;
- PPG em Sociologia e Antropologia;
- PPG em Filosofia;
- PPG em Geografia (área de concentração: Organização e Gestão Territorial);
- PPG em Psicologia;
- PPG em Segurança Pública (área de concentração:Segurança Pública, Justiça, Conflitos e Cidadania).

## Professorado
O IFCH da UFPA teve em seu corpo docente relevantes, entre eles:
- Benedito Nunes, filósofo e escritor, ele foi professor-titular da UFPA (1968-1998), membro da Academia Brasileira de Filosofia e vencedor do Prêmio Jabuti de Literatura[6];
- Maria Angelica Motta-Maués, cientista social com formação inicial em história e doutora em sociologia, ela foi a primeira professora de Antropologia a entrar na UFPA por concurso público, com destaque na área de estudos de gênero, sendo uma das pioneiras deste estudo na Região Norte do Brasil.

## Alumninotáveis
Dentre as suas ex-alunas e ex-alunos, destacam-se:
- Fátima Pelaes, socióloga pela UFPA, ela é ex-deputada federal representando o Pará, filiada ao MDB e foi Secretária Especial de Políticas para as Mulheres no governo de Michel Temer[7];
- Ane Alencar, graduada em geografia pela UFPA, ela é diretora de Ciência no Instituto de Pesquisa Ambiental da Amazônia (Ipam) e foi a primeira latino-americana a receber o prêmio Leading Women in Machine Learning for Earth Observation, concedido pela Radiant Earth Foundation, instituição estadunidense que desenvolve modelos de aprendizado de máquina para observação da superfície terrestre[8].
- Gilberto Pastana de Oliveira
- Monique Malcher
- Rosa Marga Rothe
- Wania Alexandrino Viana, graduada, mestra e doutora em história pela UFPA, ela é professora da Universidade Federal do Oeste do Pará e vencedora da edição de 2020 do Prêmio CAPES de Tese[9].

## Prêmios
Em 2020, o Programa de Pós-Graduação em História do IFCH/UFPA ganhou destaque nacional com a premiação de uma de suas egressas do doutorado, a historiadora Wania Alexandrino Viana, que conquistou o Prêmio CAPES de Tese pela tese doutoral denominada "Gente de guerra, fronteira e sertão: índios e soldados na capitania do Pará (primeira metade do século XVIII)", na área de História.